# ایروینتون (جورجیا)
ایروینتون، جورجیا (به انگلیسی: Irwinton, Georgia) یک شهر در ایالات متحده آمریکا با جمعیت ۵۸۳ نفر است که در جورجیا واقع شده‌است.

## موقعیت جغرافیایی
موقعیت جغرافیایی شهرها و مناطق اطراف به شرح زیر است: